# Élections sénatoriales de 2011 dans le Loiret
Les élections sénatoriales de 2011 dans le Loiret sont des élections se déroulant, sous la Cinquième République, dans le cadre des élections sénatoriales françaises de 2011, dans le département du Loiret, le dimanche 25 septembre 2011.
Elles ont pour but d'élire les sénateurs représentant le département au Sénat pour un mandat de six années.

## Contexte départemental
Lors des élections sénatoriales du 23 septembre 2001 dans le Loiret, trois sénateurs ont été élus selon un scrutin proportionnel : un PS, Jean-Pierre Sueur, et deux RPR, Éric Doligé et Janine Rozier.
Depuis, tous les effectifs du collège électoral des grands électeurs ont été renouvelés, avec les élections législatives françaises de 2007, les élections régionales françaises de 2010, les élections cantonales de 2008 et 2011 et les élections municipales françaises de 2008.

## Rappel des résultats de 2001
| Tête de liste  | Tête de liste       | Liste          | Voix  | %      | Sièges |
| -------------- | ------------------- | -------------- | ----- | ------ | ------ |
|                | Éric Doligé         | RPR-CPNT       | 521   | 34,43  | 2      |
|                | Jean-Pierre Sueur   | PS             | 395   | 26,10  | 1      |
|                | Xavier Deschamps    | RPR            | 237   | 15,66  |        |
|                | Frédéric Cuillerier | UDF            | 116   | 7,67   |        |
|                | Michel Grillon      | RPR            | 113   | 7,47   |        |
|                | Max Nublat          | PCF            | 87    | 5,75   |        |
|                | Jacques Cotteray    | DVD            | 19    | 1,26   |        |
|                | Maurice Etienne     | MNR            | 11    | 0,73   |        |
|                | Bernard Chauvet     | FN             | 5     | 0,33   |        |
|                | Patrick Lamiable    | LO             | 5     | 0,33   |        |
|                | Pierre Gallien      | UCF            | 4     | 0,26   |        |
|                |                     |                |       |        |        |
| Inscrits       | Inscrits            | Inscrits       | 1 532 | 100,00 |        |
| Abstentions    | Abstentions         | Abstentions    | 5     | 0,33   |        |
| Votants        | Votants             | Votants        | 1 527 | 99,67  |        |
| Blancs et nuls | Blancs et nuls      | Blancs et nuls | 14    | 0,91   |        |
| Exprimés       | Exprimés            | Exprimés       | 1 513 | 98,76  |        |

## Sénateurs sortants
| Sénateur | Sénateur          | Parti | Fonctions lors de l'élection en 2001 |
| -------- | ----------------- | ----- | ------------------------------------ |
|          | Éric Doligé       | UMP   | Député, président du conseil général |
|          | Janine Rozier     | UMP   |                                      |
|          | Jean-Pierre Sueur | PS    | Conseiller municipal d'Orléans       |

## Présentation des candidats et des suppléants
Les nouveaux représentants sont élus pour une législature de 6 ans au suffrage universel indirect par les 1550 grands électeurs du département. Dans le Loiret, les sénateurs sont élus au scrutin majoritaire à deux tours. Leur nombre reste inchangé, 3 sénateurs sont à élire. Ils sont 12 candidats dans le département, chacun avec un suppléant.
| T/S | Candidats | Candidats                   | Parti | Principale fonction                                                         |
| --- | --------- | --------------------------- | ----- | --------------------------------------------------------------------------- |
| T   |           | Michel Guérin               | PCF   | Conseiller général, conseiller municipal de Saran                           |
| S   |           |                             | PCF   |                                                                             |
| T   |           | Daniel Thouvenin            | PCF   | Maire de Villorceau                                                         |
| S   |           |                             | PCF   |                                                                             |
| T   |           | Sylvie Vauvilliers          | PCF   |                                                                             |
| S   |           |                             | PCF   |                                                                             |
| T   |           | Marie-Thérèse Bonneau       | PS    | Maire de Pithiviers                                                         |
| S   |           | Bertrand Hauchecorne        | PS    | Maire de Mareau-aux-Prés                                                    |
| T   |           | Jean-Pierre Sueur           | PS    | Sénateur sortant                                                            |
| S   |           | Anne Besnier                | PS    | Conseillère générale, maire de Fay-aux-Loges                                |
| T   |           | Bernard Delaveau            | PS    | Maire de Paucourt                                                           |
| S   |           | Anne Leclercq               | PS    | Vice-présidente du conseil régional, adjointe au maire d'Ouzouer-sur-Trézée |
| T   |           | Brigitte Burdin             | DVD   |                                                                             |
| S   |           |                             | DVD   |                                                                             |
| T   |           | Jean-Noël Cardoux           | UMP   | Conseiller général                                                          |
| S   |           | Jean-Claude Bouvard         | UMP   | Président de la CC de Beauce et du Gâtinais                                 |
| T   |           | Éric Doligé                 | UMP   | Sénateur sortant, président du conseil général                              |
| S   |           | Viviane Jehannet            | UMP   | Conseillère générale du canton de Montargis, adjointe au maire de Montargis |
| T   |           | Gérard Dubus                | DIV   |                                                                             |
| S   |           |                             | DIV   |                                                                             |
| T   |           | Catherine Derivery-Duvannes | DIV   |                                                                             |
| S   |           | Dominique Derivery          | DIV   |                                                                             |
| T   |           | Bernard Chauvet             | FN    | Conseiller régional                                                         |
| S   |           |                             | FN    |                                                                             |

## Résultats
| Candidat et parti politique | Candidat et parti politique | Candidat et parti politique | Premier tour | Premier tour | Second tour | Second tour |
| Candidat et parti politique | Candidat et parti politique | Candidat et parti politique | Voix         | %            | Voix        | %           |
| --------------------------- | --------------------------- | --------------------------- | ------------ | ------------ | ----------- | ----------- |
|                             | Jean-Pierre Sueur           | PS                          | 780          | 51,15        |             |             |
|                             | Éric Doligé                 | UMP                         | 751          | 49,25        | 801         | 53,22       |
|                             | Jean-Noël Cardoux           | UMP                         | 739          | 48,46        | 683         | 45,38       |
|                             | Brigitte Burdin             | DVD                         | 676          | 44,33        | Retrait     | Retrait     |
|                             | Marie-Thérèse Bonneau       | PS                          | 585          | 38,36        | 520         | 34,55       |
|                             | Bernard Delaveau            | PS                          | 580          | 38,03        | 450         | 29,90       |
|                             | Michel Guérin               | PCF                         | 97           | 6,36         | 88          | 5,85        |
|                             | Sylvie Vauvilliers          | PCF                         | 87           | 5,70         | 87          | 5,78        |
|                             | Daniel Thouvenin            | PCF                         | 82           | 5,38         | Retrait     | Retrait     |
|                             | Bernard Chauvet             | FN                          | 45           | 2,95         | Retrait     | Retrait     |
|                             | Catherine Derivery-Duvannes | DIV                         | 12           | 0,79         | Retrait     | Retrait     |
|                             | Gérard Dubus                | DIV                         | 6            | 0,39         | 16          | 1,06        |
|                             |                             |                             |              |              |             |             |
| Inscrits                    | Inscrits                    | Inscrits                    | 1 550        | 100,00       | 1 550       | 100,00      |
| Abstentions                 | Abstentions                 | Abstentions                 | 17           | 1,10         | 11          | 0,71        |
| Votants                     | Votants                     | Votants                     | 1 533        | 98,90        | 1 539       | 99,29       |
| Blancs et nuls              | Blancs et nuls              | Blancs et nuls              | 8            | 0,52         | 34          | 2,19        |
| Exprimés                    | Exprimés                    | Exprimés                    | 1 525        | 98,39        | 1 505       | 97,10       |